# 십이야: 깊고 붉은 열두 개의 밤 Chapter 1
"십이야: 깊고 붉은 열두 개의 밤 Chapter 1"은 2015년에 개봉한 대한민국의 영화이다.

## 캐스팅
- 이관훈
- 정보름
- 박은석 : <남의소리> 광현 역
- 배영란
- 헬레나
- 홍승록
- 김민혁
- 유수연
- 김예나 : 영민 역
- 김하윤
- 정희준
- 조인우
- 이채